# Anaplecta dohrniana
Anaplecta dohrniana är en kackerlacksart som beskrevs av Henri Saussure och Leo Zehntner 1893. Anaplecta dohrniana ingår i släktet Anaplecta och familjen småkackerlackor.
Artens utbredningsområde är Guatemala. Inga underarter finns listade i Catalogue of Life.